# Yealand Redmayne
Yealand Redmayne är en by i civil parish The Yealands, i distriktet Lancaster, i Storbritannien. Den ligger i grevskapet Lancashire och riksdelen England, i den centrala delen av landet, 300 km nordväst om huvudstaden London. Yealand Redmayne var en civil parish från 1866 till 2024 då den blev en del av The Yealands. Civil parish hade 341 invånare år 2021.